# Tesifonte (varón apostólico)
San Tesifonte es, según la Tradición, uno de los siete varones apostólicos, venerado como santo patrón en la localidad almeriense de Berja, además de a la Virgen de Gádor.

## Hagiografía
La tradición lo propone como un misionero cristiano del primer siglo, durante la Era Apostólica. Evangelizó la ciudad de Bergi, Vergi(s), o Vergium, identifcada hoy en día como Berja, y se dice que se convirtió en su primer obispo, a pesar de que la Diócesis de Berja no se fundó hasta aproximadamente el año 500.

## Veneración
Forma parte de uno de los Siete Varones Apostólicos, un grupo de siete clérigos cristianos ordenados en Roma por San Pedro y San Pablo y enviados a lo que hoy se conoce como España para difundir el evangelio. Además de Tesifón, este grupo incluía a los santos Hesiquio, Cecilio, Torcuato, Eufrasio, Indalecio y Segundo.